# Wang Laboratories
Wang Laboratories ime je američku tvrtku koju su osnovali Dr. An Wang i Dr. G. Y. Chu 1951. godine. U svom vrhuncu djelovanja tokom 1980-tih zapošljavala oko 33.000 djelatnika i imala je promet od oko $3.000.000.000 dolara godišnje. Wang Laboratories bila je uz DEC jedna od vodećih tehnoloških tvrki koje su proizašle iz tehnološkog inkubatora u američkoj Saveznoj državi Massachusetts. Ovaj ekonomski i tehnološki inkubator popularno se zvao massachusettsko čudo.
Tvrtka Wang zapala je u teškoće u kasnim 1980-im, i nakon smrti Dr. Wanga 1990. godine tvrtka ulazi u zaštitu od stečaja (Chapter 11) 1992. godine. Kroz stečajni proces Wang Laboratories uspijeva se reorganizirati i tvrtka dobiva novo ime Wang Global. Nakon reorganizacije 1999. godine Wang Global kupuje nizozemska servisna tvrtka Getronics. Kroz preuzimanje Getronics mijena ime tvrtke u Getronics North America. Tvrtku Getronics North America preuzima tvrtka KPN 2007. godine, a godinu poslije (2008.) prelazi u vlasništvo tvrtke CompuCom koja je kasnije potpuno stopila ostatke Getronics North America u vlastitu strukturu.